# Hieflau

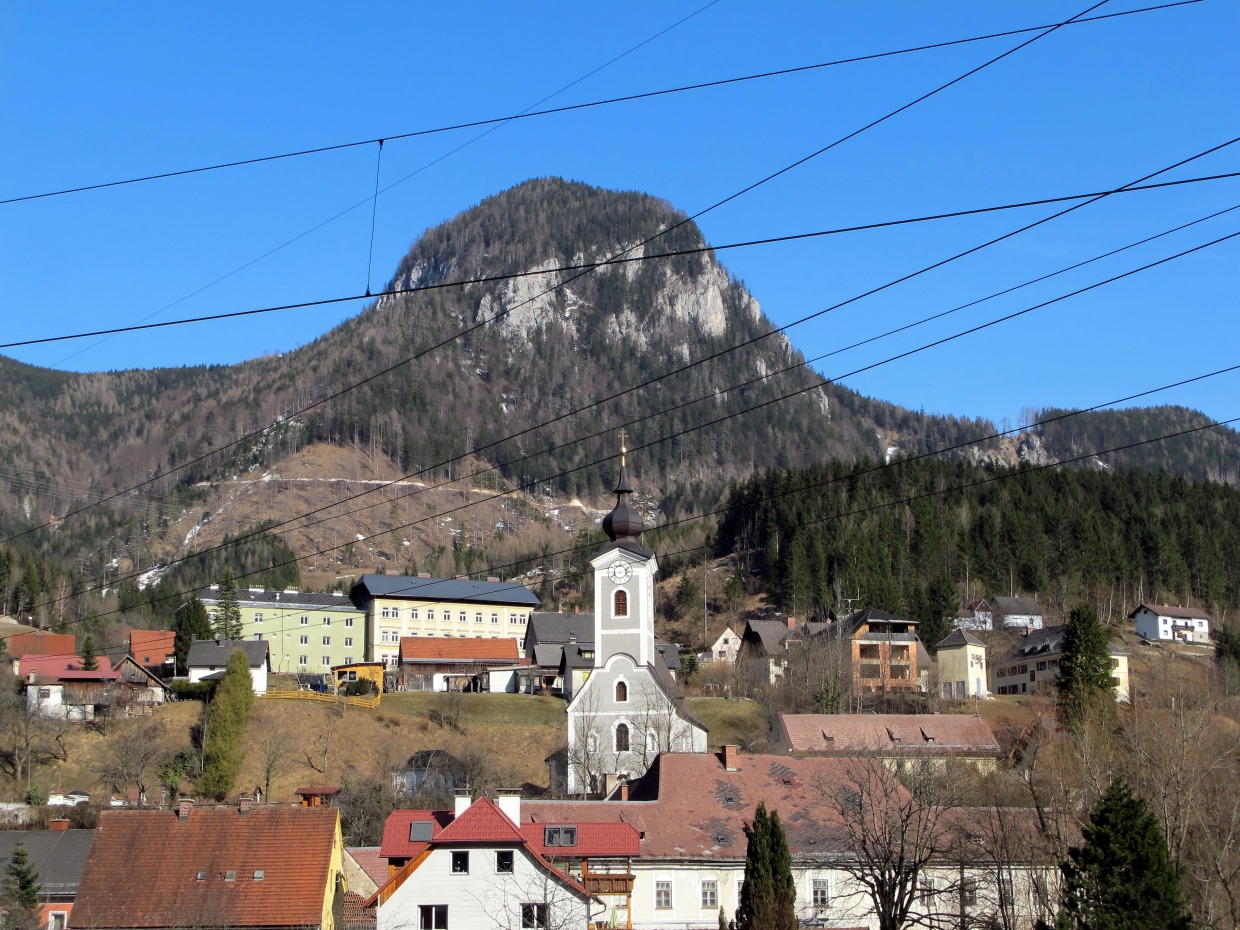
Ortsansicht von Hieflau

Hieflau Kirchbichl, von Schafböndl aus

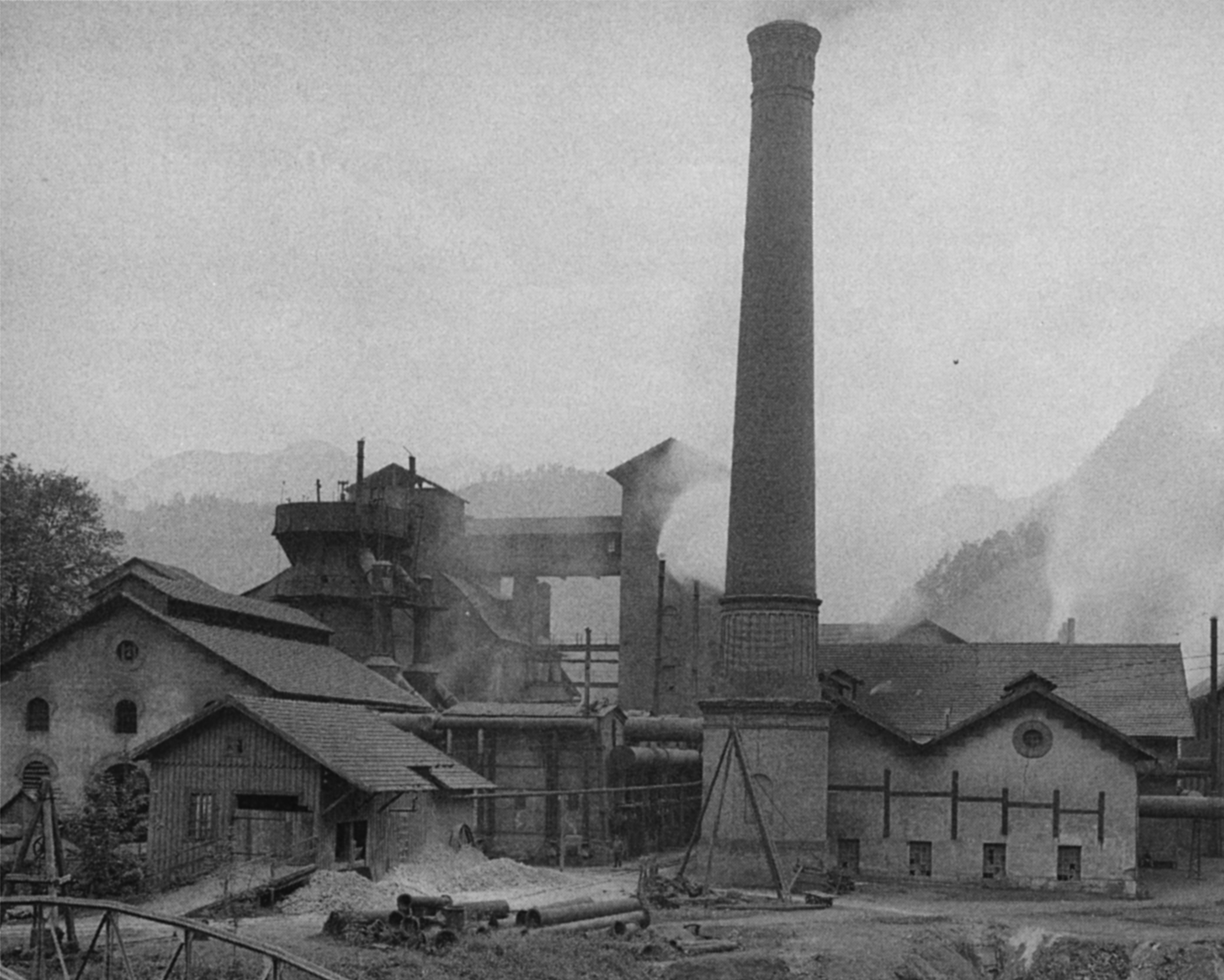
Hieflau, Hochofen in Betrieb, 1912

Hieflau ist ein Teil der steirischen Gemeinde Landl (Bezirk Liezen) und war bis Ende 2014 eine eigene Gemeinde mit 730 Einwohnern (Stand 1. Jänner 2014) im Bezirk Leoben. Im Rahmen der Gemeindestrukturreform in der Steiermark ist sie seit 2015 als Teil der Gemeinde Landl auch mit den ehemaligen Palfau und Gams bei Hieflau zusammengeschlossen.
Grundlage dafür ist das Steiermärkische Gemeindestrukturreformgesetz (StGsrG).
Die Grenzen der Bezirke Liezen und Leoben wurden so geändert, dass nunmehr auch Hieflau im Bezirk Liezen liegt.

## Lage
Der Ort liegt am Ostende des Gesäuses an der Mündung des Erzbaches in die Enns.
Die Ortschaft liegt auf einer Seehöhe von 503 m.
Unweit der Ortschaft befindet sich das Wassermannsloch, dessen Höhlensystem auf mehr als 1000 m Länge vermessen wurde.

## Gliederung der ehemaligen Gemeinde
Bis 2014 bestand Hieflau als eigenständige Gemeinde, das Gemeindegebiet umfasste folgende zwei Katastralgemeinden und gleichnamigen Ortschaften (in Klammern Einwohnerzahl Stand 31. Oktober 2011):
- Hieflau (685)
- Jassingau (92)

### Ehemalige Nachbargemeinden
|           | Landl                                       |          |
| Weng      | Kompassrose, die auf Nachbargemeinden zeigt |          |
| Johnsbach | Radmer                                      | Eisenerz |

### Einwohnerentwicklung der ehemaligen Gemeinde
Daten laut Statistik Austria

## Verkehr
Hieflau liegt an der Rudolfsbahn, diese wird allerdings momentan nur von zwei Zugpaaren am Wochenende bedient. Außerdem endet in Hieflau die Erzbergbahn, die von Leoben über den Präbichl und Eisenerz bis hierher führt. Der Personenverkehr von Hieflau nach Eisenerz ist komplett eingestellt. Der Hieflauer Verschiebebahnhof (an der Strecke Hieflau–Eisenerz) dient nur mehr der Holzverladung und als Kreuzungsbahnhof der täglich acht nach Eisenerz verkehrenden Erzzüge. Das Heizhaus (Rundlokschuppen) wurde mit Einstellung des Dampfbetriebes abgetragen.
Im Bahnhofsbereich von Hieflau ereignete sich am 8. Februar 1924 das Lawinenunglück von Hieflau.

## Kultur und Sehenswürdigkeiten

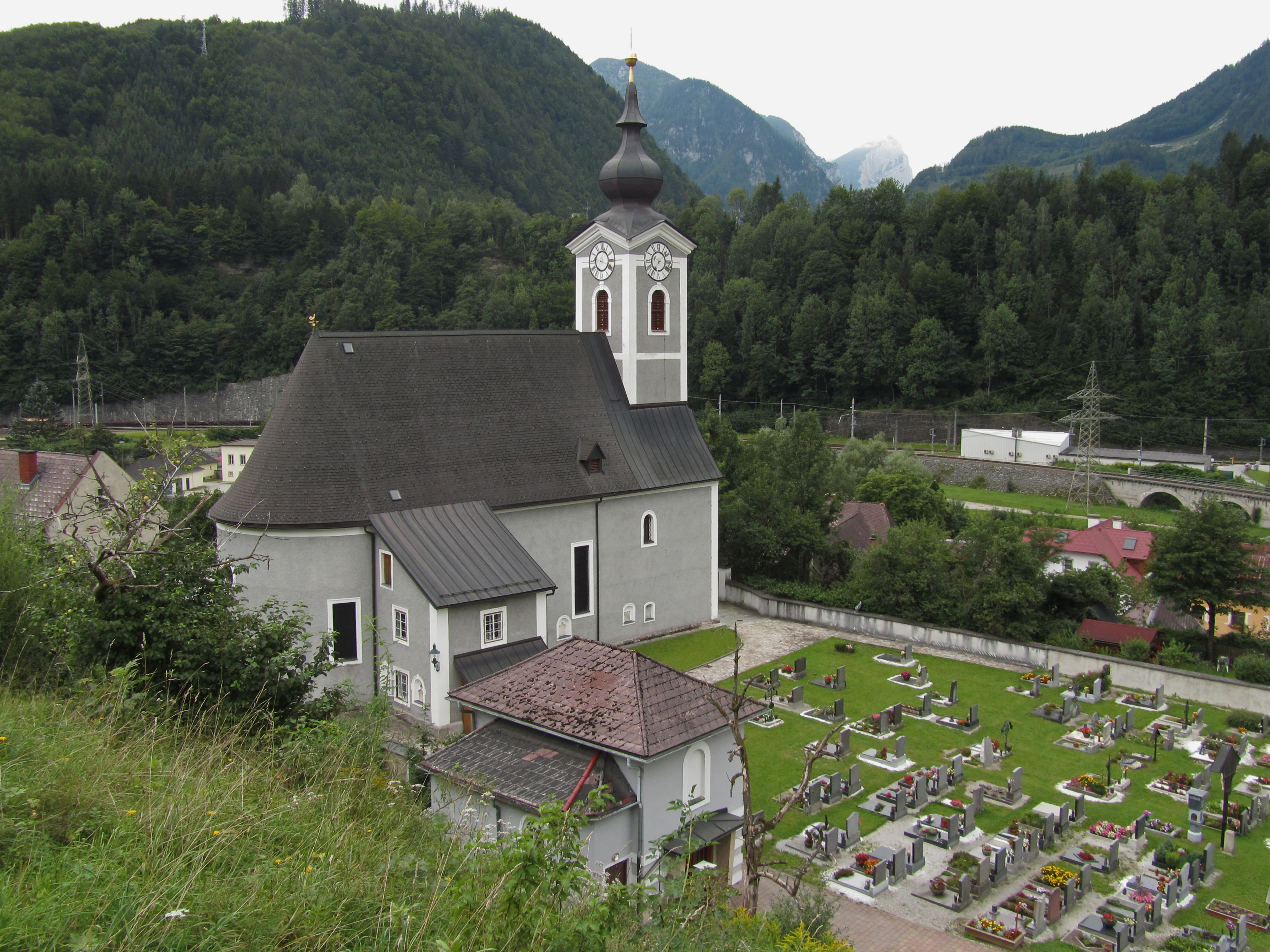
Pfarrkirche Hieflau

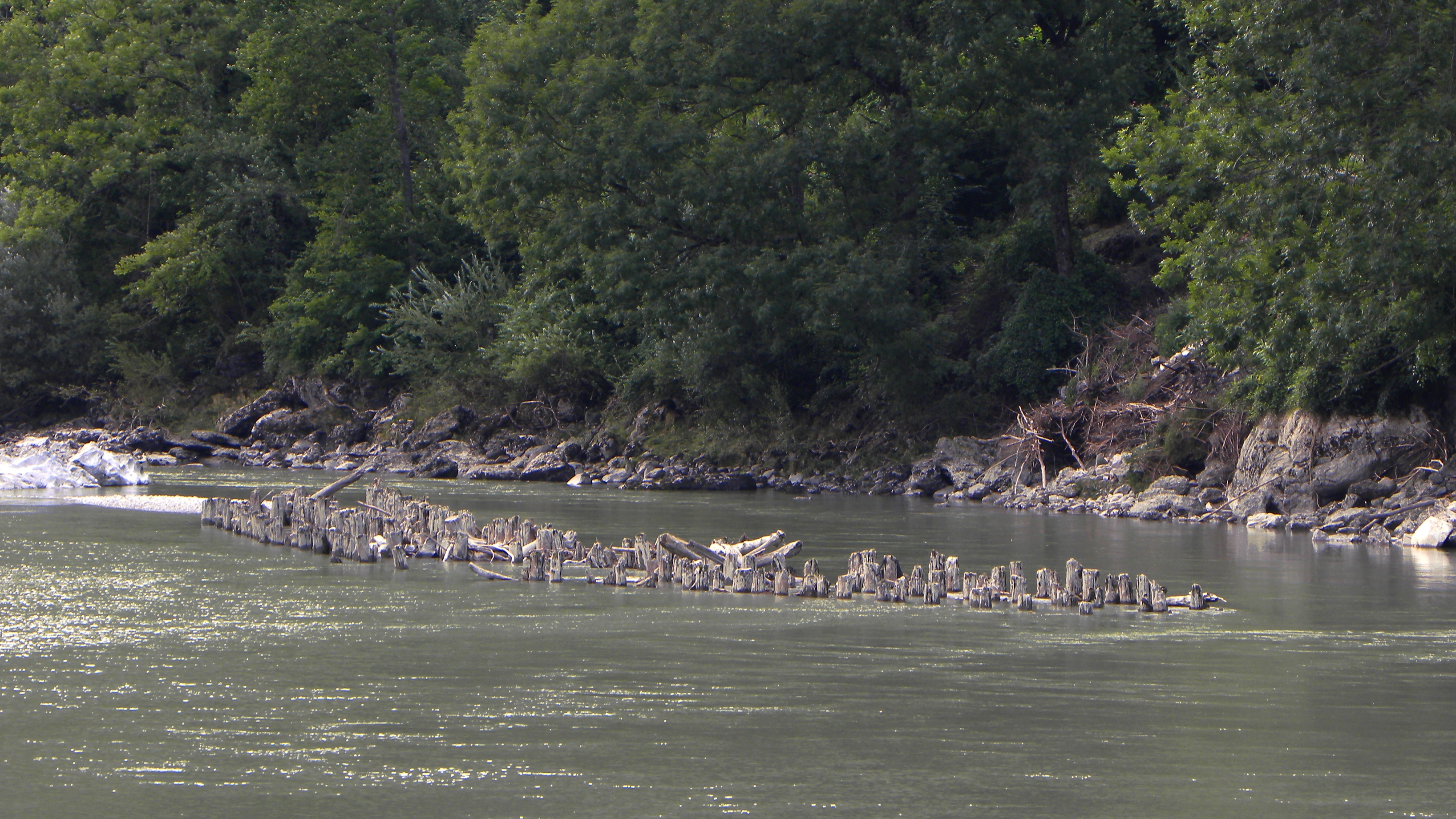
Hieflauer Rechen

- Katholische Pfarrkirche Hieflau hl. Johannes der Täufer
- Kapelle Wandau und Soldatenfriedhof Wandau
- Hieflauer Rechen

## Persönlichkeiten

### Ehrenbürger
- 2010: Subhi Mubarak, Arzt

### Söhne und Töchter der Gemeinde
- Walter Almberger (* 1933), Bergsteiger
- Odo Wöhry (* 1956), Politiker (ÖVP)